# Суперкубок Оману з футболу 2025
Суперкубок Оману з футболу 2025  — 23-й розіграш турніру. Матч відбувся 26 липня 2025 року між чемпіоном Оману клубом Аль-Сіб та володарем кубка Оману клубом Аш-Шабаб.
| Володар Суперкубка Оману 2025 |
| ----------------------------- |
|                               |
| Аш-Шабаб Перший титул         |

## Матч

### Деталі
| 26 липня 2025 18:30 (EEST) |

| Аль-Сіб | 0:0 пен. 4:5 | Аш-Шабаб |
| ------- | ------------ | -------- |
|         | Протокол     |          |

| Ель-Саада, Салала |